# Scala Coeli
Scala Coeli és un municipi italià, dins de la província de Cosenza, que limita amb els municipis de Campana, Cariati, Crucoli, Mandatoriccio, Terravecchia i Umbriatico.

## Evolució demogràfica
| Gràfica de població de Scala Coeli | Gràfica de població de Scala Coeli           | Gràfica de població de Scala Coeli |
| ---------------------------------- | -------------------------------------------- | ---------------------------------- |
|                                    |                                              |                                    |
| Notes:                             | Elaboració gràfica per part de la Viquipèdia |                                    |
|                                    | Font: ISTAT                                  |                                    |